# Józef Kubiński
Józef Kubiński (ur. 8 marca 1898 w Krakowie, zm. 11 stycznia 1968 tamże) – polski piłkarz występujący na pozycji prawoskrzydłowego, trzykrotny reprezentant Polski.

## Kariera klubowa
Kubiński przez całą karierę występował w jednym klubie – Cracovii. Reprezentował ją w 115 oficjalnych meczach, zdobywając 56 bramek.

## Kariera reprezentacyjna
W reprezentacji Polski wystąpił 3 razy, debiutując 8 sierpnia 1926 w spotkaniu z Finlandią, rozegranym w Poznaniu.